# 天沼俊
天沼 俊（あまぬま しゅん、1961年2月8日 - ）は、日本の漫画家。岩手県盛岡市出身。
1981年、『週刊少年ジャンプ』51号掲載の読切『センセーションII』（当時のペンネームは津島匠）でデビュー。同誌に『すもも』（1985年）を連載。その後、『コミックバーガー』（スコラ）や集英社の青年誌でエロコメディや学園ものなど幅広いジャンルの作品を連載した。
並行して特攻隊をテーマにした『戦空の魂』（『スーパージャンプ』、まもなく『MANGAオールマン』に移籍）や、近未来の架空戦記物『戦海の剣』を連載した。これらの作品では劇画調の絵柄を取り入れている。2006年に『月刊少年ファング』（リイド社）にて連載開始した『P・P・P!!』は、久々の少年漫画だったが、1年少しで雑誌が休刊したため不本意の終了を余儀なくされた。
2003年よりスタートさせた『戦空の魂』の新シリーズ『戦空の魂 -21世紀の日本人へ-』を隔月刊『Ohスーパージャンプ』で不定期で連載していた。

## 作品リスト
連載
- すもも（集英社『週刊少年ジャンプ』1985年23号 - 32号連載、全1巻）
- 桃花Coming（スコラ『コミックバーガー』1989年18号 - 1991年2号連載、全3巻）
- 先生こっちだよ（集英社『ビジネスジャンプ』連載、全2巻）
- 戦空の魂（集英社『スーパージャンプアルファ』1993年1/10号 - 1995年4/20号不定期掲載、集英社『スーパージャンプ』1994年23号掲載、集英社『MANGAオールマン』1995年10月号（創刊号） - 1999年22号連載、全12巻）
- ネイチャーパイロット（協力・指導：伊藤幸司、集英社『スーパージャンプ』1993年10号 - 1994年13号連載）
- シンクロニシティ（集英社『漫革』1997年 - 2001年連載、全3巻）
- 37℃（集英社『週刊ヤングジャンプ』連載、全1巻）
- 戦海の剣（集英社『MANGAオールマン』2000年24号 - 2002年15号連載、全5巻）
- 戦海の剣－死闘（集英社『ビジネスジャンプ』2002年18号 - 2004年20号連載、全6巻） - 「戦海の剣」の続編。
- Hでごめんネ（双葉社、全1巻）
- 戦空の魂 -21世紀の日本人へ-（集英社『オースーパージャンプ』2003年 - 2009年不定期連載、全3巻）
- スウィートエンジェル（原作、作画は赤坂一夫）
- P・P・P!!（全1巻）

電子書籍限定配信
- ブリキの戦艦
- 天沼俊 戦争珠玉漫画短編集
  - 収録作品「B29?」「桜さくら」「大和なでしこ」（3作全て集英社『ビジネスジャンプ魂』掲載）